# تیمچه صباغ
تیمچه صباغ یا بازار حاجی سید حسین مربوط به دوره قاجار است و در کاشان، راسته بازار بزرگ شهر، بعد از گذر رنگرزها واقع شده و این اثر در تاریخ ۱ مهر ۱۳۸۲ با شمارهٔ ثبت ۱۰۲۵۳ به‌عنوان یکی از آثار ملی ایران به ثبت رسیده است.
پاسکال کوست و اوژن فلاندن تصویری از این مکان خلق کرده‌اند.

## منابع

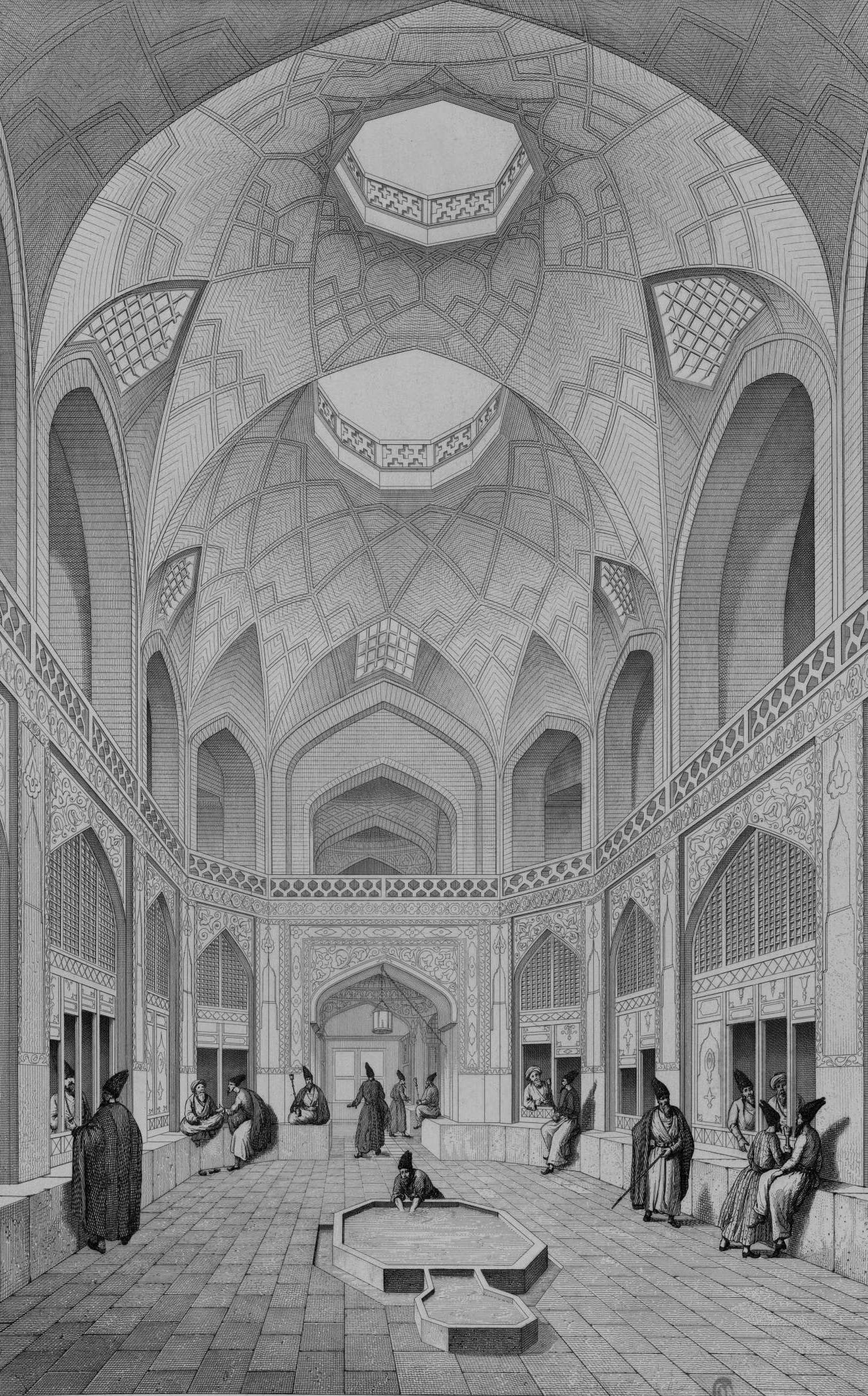
نقاشی بازار توسط پاسکال کوست در دوران محمدشاه قاجار

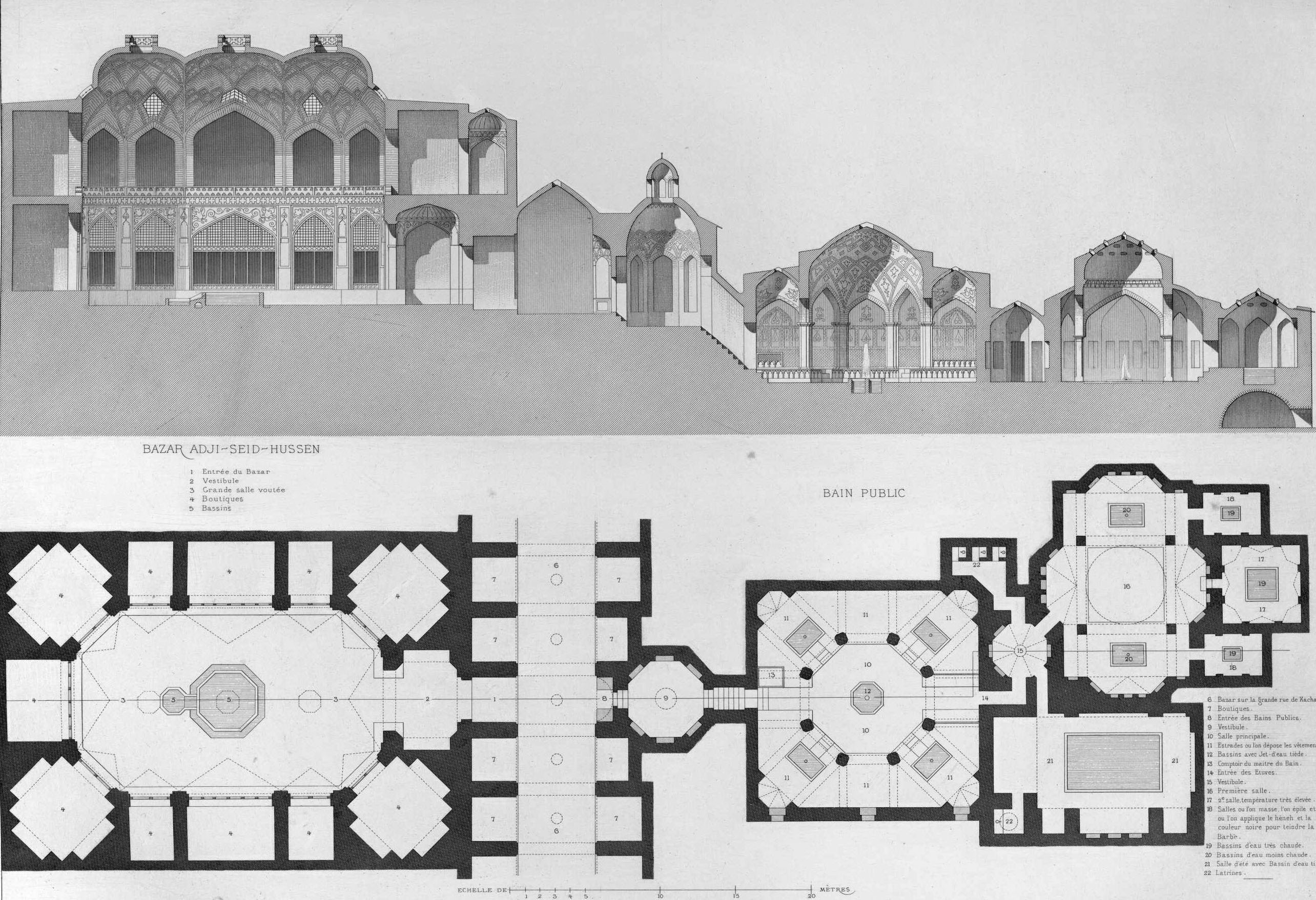
نقشه‌ای از کتاب پاسکال کوست. در این کتاب پلان تیمچه حاجی سید حسین روبروی حمام خان کاشان (که آن را نیز حمام حاجی سید حسین خوانده) گراور شده‌اند در حالی که این دو در کنار هم (با اندکی فاصله) واقع‌اند.